# În slujba vieții
În slujba vieții (în engleză The Guardian) este un film american din anul 2006, regizat de Andrew Davis. Rolurile au fost interpretate de actorii Kevin Costner și Ashton Kutcher. A fost lansat pe 29 septembrie 2006.